# Musée Picasso (Parijs)
Het Musée Picasso (Picassomuseum), gehuisvest in het Hotel Salé in Parijs, geeft een overzicht van het totale werk van Pablo Picasso. Op de derde verdieping vindt sinds 2014 de persoonlijke kunstverzameling van de kunstenaar een onderkomen.

## Toelichting

### Geschiedenis
Het Hotel Salé staat in de wijk Le Marais in het 3e arrondissement van Parijs. Het is gehuisvest in het Hotel Salé, dat gebouwd is tussen 1656 en 1660 door Jean Boullier de Bourges. Het museum dankt zijn naam aan de eerste eigenaar Pierre Aubert de Fontenay, belast met het zoutbeheer. Vanaf de 18e eeuw tot aan het midden van de 20ste eeuw telde het gebouw verschillende bewoners en werd verhuurd aan particulieren en instellingen. De stad Parijs kocht het gebouw in 1964 en klasseerde het geheel in 1968 als historisch monument. Tussen 1979 en 1985 onderging het gebouw een verbouwing tot toekomstig museum onder leiding van Roland Simounet. Na 25 jaar sloot het museum zijn deuren om het nogmaals grondig om te bouwen, te restaureren en moderniseren en uit te breiden onder leiding van Jean-François Bodin. Het geklasseerde deel van het Hotel Salé nam Stéphane Thouin, hoofdarchitect van de historische monumenten, voor zijn rekening. De verbouwing duurde eerst tweeënhalf jaar, nadien drieënhalf jaar. Intussen was een belangrijk gedeelte van de collectie in deze periode wereldwijd in meerdere tijdelijke tentoonstellingen te bekijken. Het vernieuwde museum opende op 25 oktober 2014 voor het publiek.

### Beschrijving
Het museum maakt deel uit van de Réunion des musées nationaux et du Grand Palais des Champs-Élysées. Het museum, waarvan de inhoud thematisch werd geordend, herbergt de grootste collectie ter wereld van werken van Picasso, die een groot deel van zijn leven in Frankrijk doorbracht.
Picasso liet bij zijn overlijden in 1973 een forse boedel na. De Franse staat heeft in 1979, bij wijze van successie, hieruit een keuze gemaakt van: 203 schilderijen, 158 sculpturen, 29 reliëfschilderingen, 88 aardewerkobjecten, 15 collages, bijna 1500 tekeningen, 30 tekenmappen en 1600 gravuren. In deze keuze zijn alle perioden in zijn werken vertegenwoordigd.
Na het overlijden van zijn vrouw Jacqueline kreeg het museum ook nog 24 tekenmappen, 2 sculpturen en 40 andere objecten (tekeningen, gravures en schilderijen), waaronder Portret de Jacqueline aux mains croissées (Jacqueline met gekruiste armen) uit 1954.
Op de bovenste verdieping van het Hotel Salé kan men de persoonlijke kunstverzameling van Picasso bezichtigen. Met deze kunstenaars en hun werk had Picasso een affectieve band. Men vindt er zowel grote meesters als Chardin, Courbet en Renoir als werk van bevriende kunstenaars als Cézanne, Matisse, Henri Rousseau, Derain, Braque en Miró terug. Ook bevat de collectie een aantal. Met deze laatste kunstenaars wisselde Picasso kunstwerken uit. Ook vindt men er de etnografische collectie terug die Picasso aanlegde vanaf 1907. Om haar expressieve kracht bedacht de kunstenaar deze voorwerpen met een magische vermogen om met geesten te communiceren.

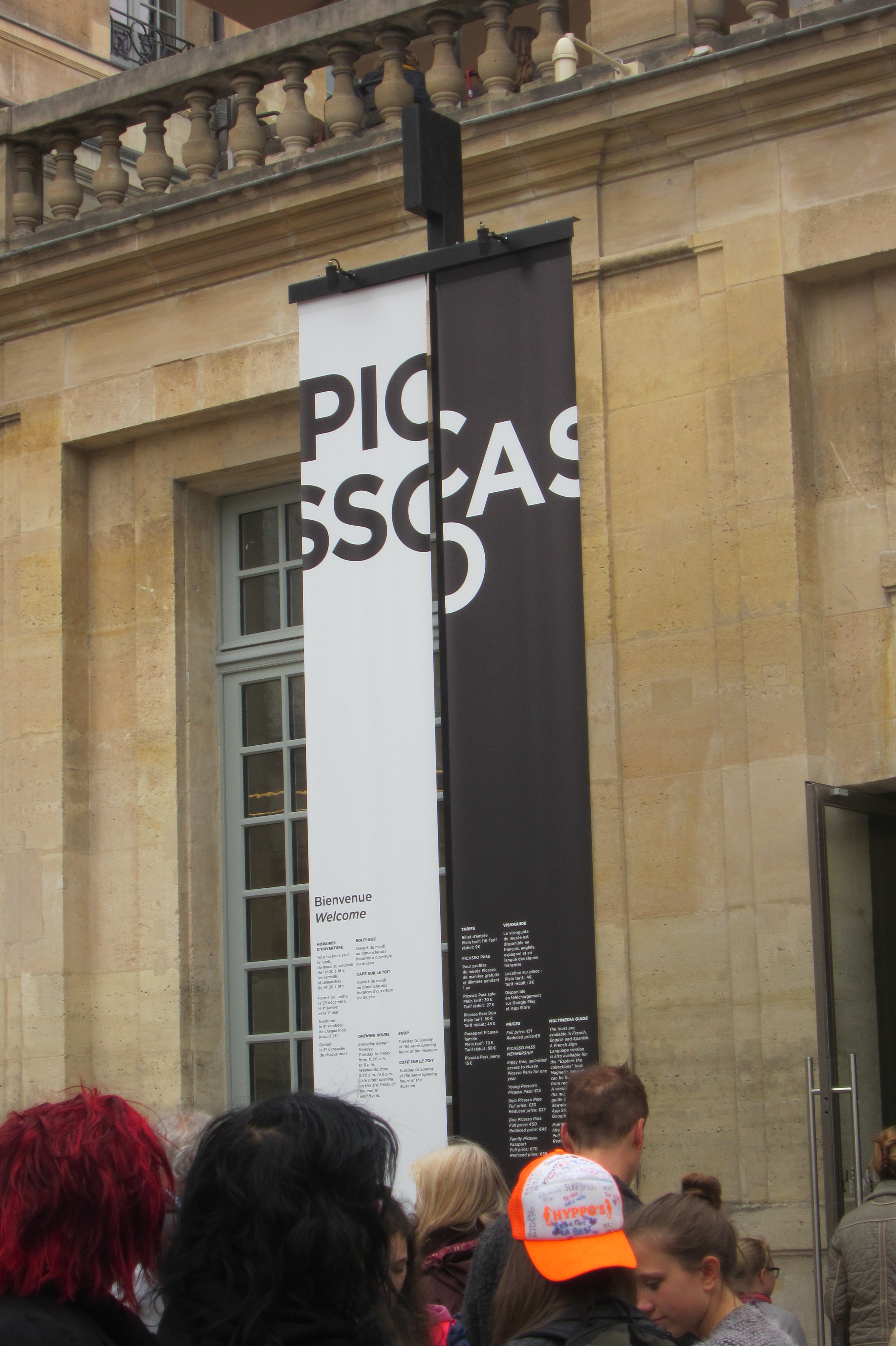
Toegang van het museum
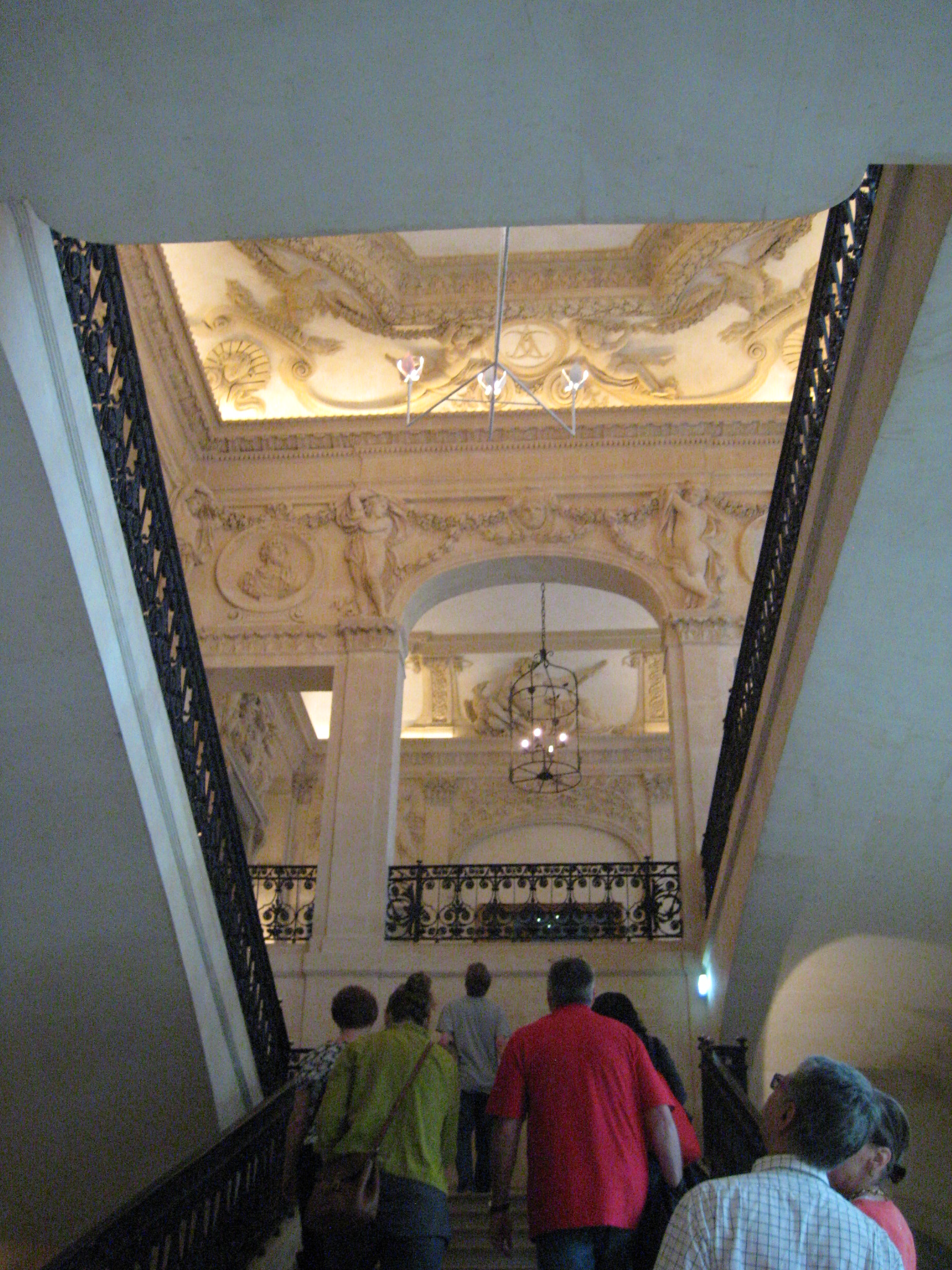
Centrale hal
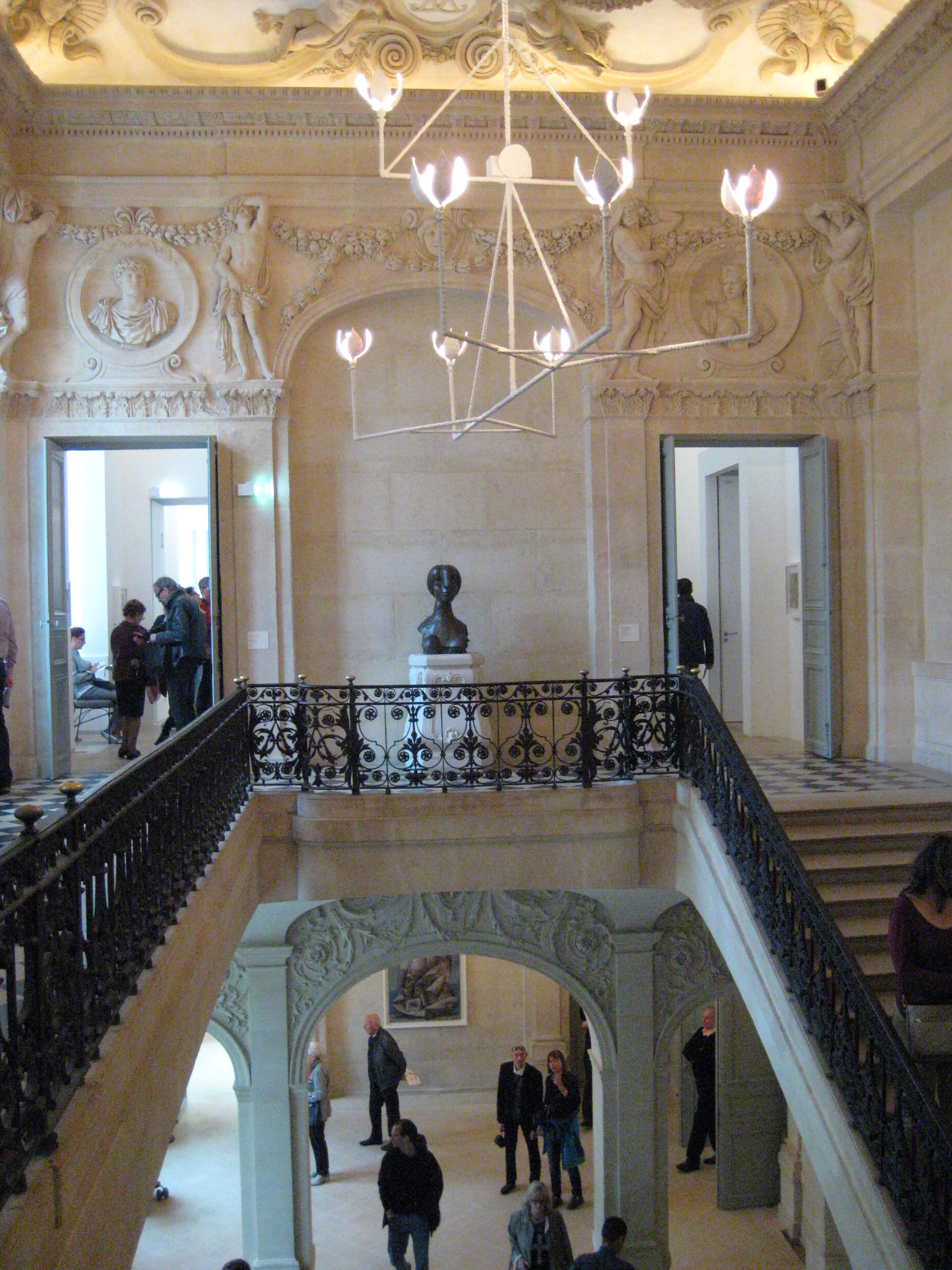
Centrale hal